# Borsa de Frankfurt
La Borsa de Frankfurt (Frankfurter Wertpapierbörse) en Frankfurt del Main, (Alemanya) és una borsa de valors definida com a mercat secundari oficial, destinat a la negociació en exclusiva de les accions i valors convertibles o que atorguin dret d'adquisició o subscripció. L'índex de referència és el DAX. Les ordres en el mercat alemany es contracten a través d'un sistema d'ordres de negociació contínua denominat XETRA.